# 兎絵
兎絵（うさぎえ）とは明治時代に描かれた浮世絵版画の一種類である。

## 概要
明治初年に描かれた風刺画。1872年7月、東京で兎を飼うことが流行し始まり、これが全国に拡大し、投機の対象となり、浮世絵を出版する版元たちが便乗したことにより、兎を描いた絵が多数版行された。町には兎を交換する人々や兎の売買をする市がたった。翌1873年になると、その流行が全国に広まっていき、多くの兎絵が描かれた。しかし、1873年2月には兎市は禁止となり、12月には高額な税金が課せられるようになった。これらの兎絵は日本型資本主義の初期に起こった突発的原始的蓄積の現れであったといえるもので、粗悪なものが多く、そのブームも一時的で終わった。主に蓮池堂や歌川芳藤、3代目歌川広重、 4代目歌川国政、歌川小芳盛らが兎絵を描いている。

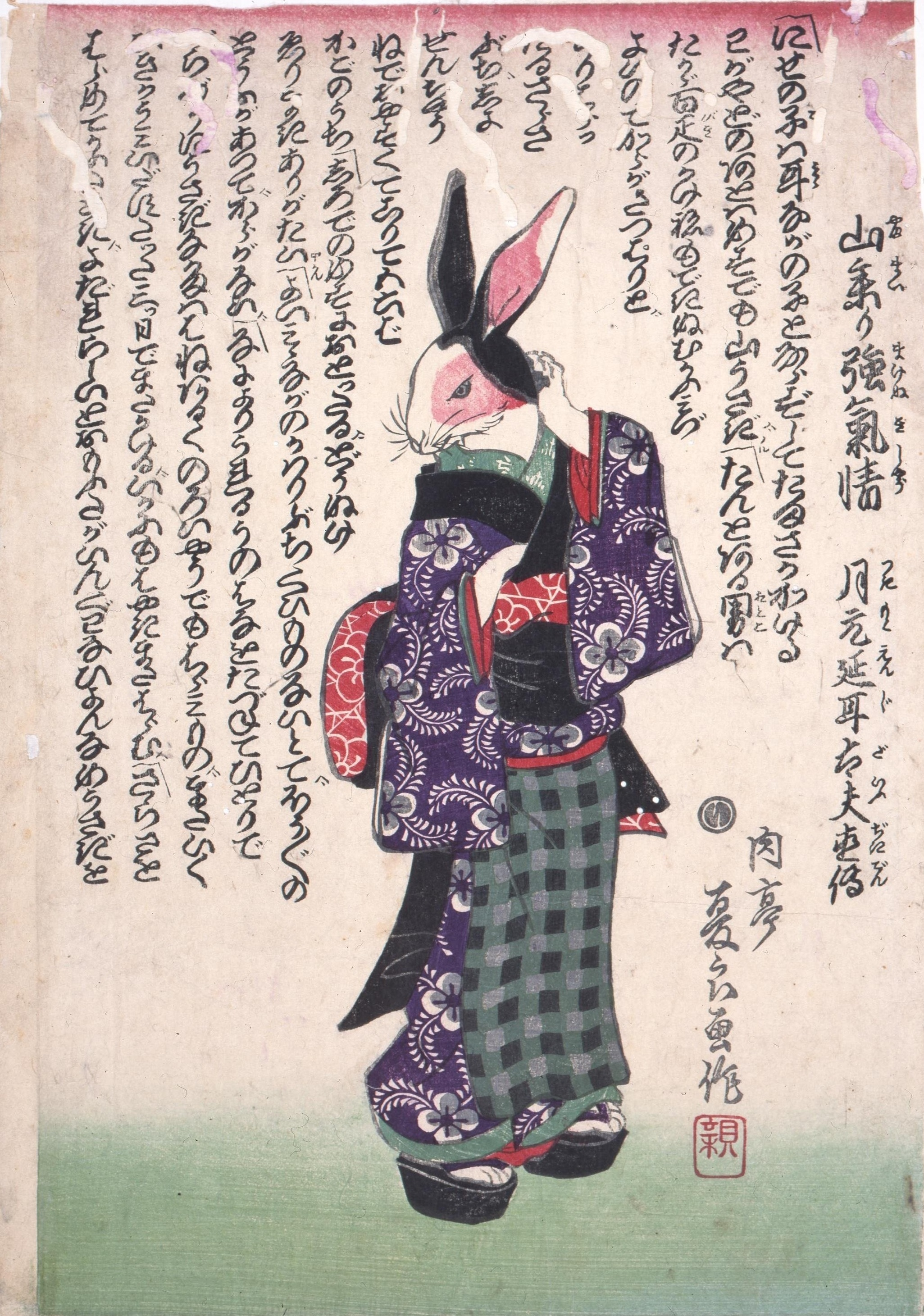
肉亭夏良『山参り強（まけぬ）氣情』1873年（明治6年）
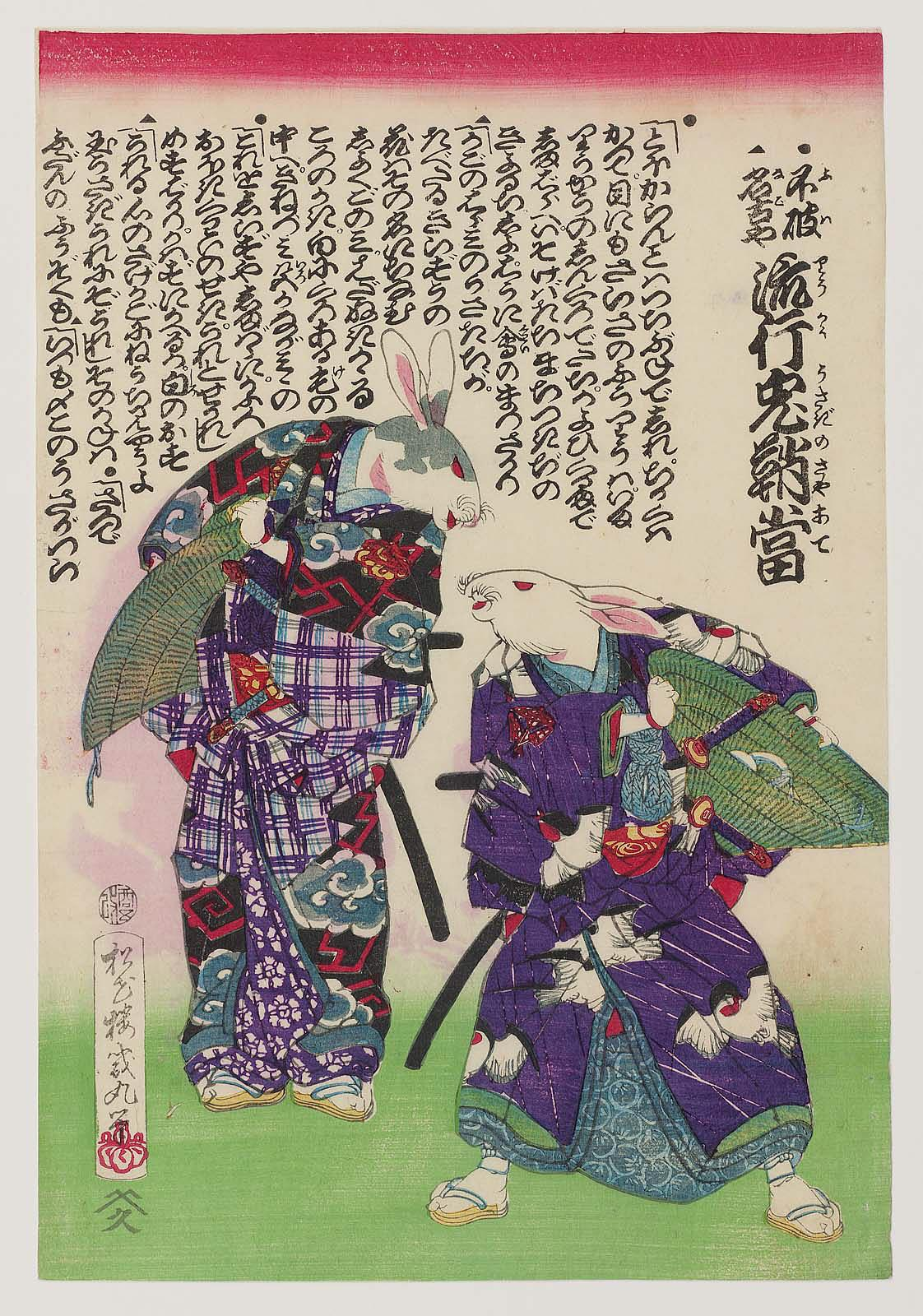
武田幾丸『不破名古屋流行兎鞘当』1873年
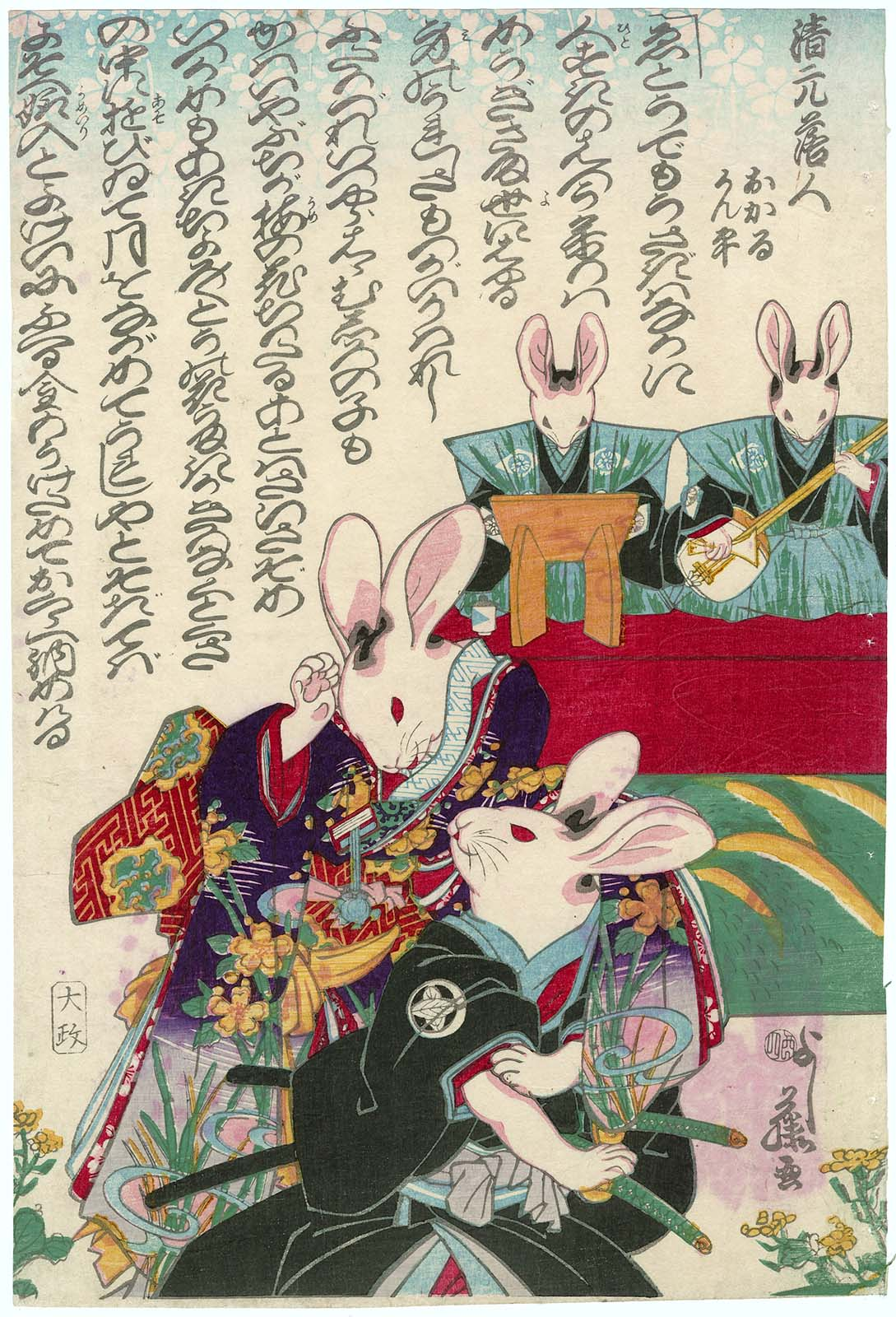
歌川芳藤『清元落人 おかるとかん平』1873年
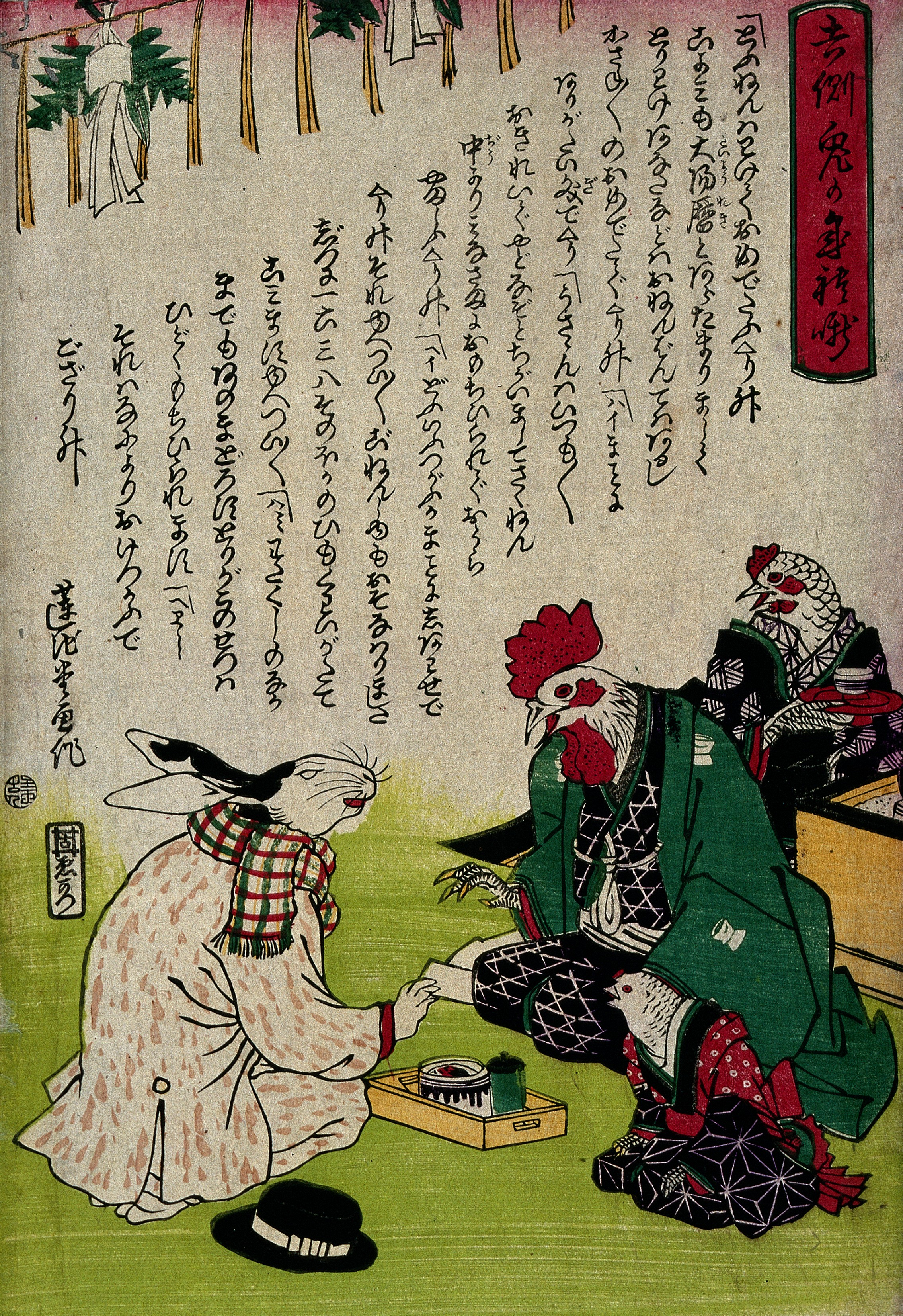

## 作品
- 蓮池堂 「吉例兎年年礼噺」 大判 東京国立博物館所蔵 明治5年
- 蓮池堂 「玉兎黄金の酉年」 大判 東京国立博物館所蔵 明治5年
- 歌川芳藤 「兎の大相撲」 大判3枚続 明治6年 木村定五郎版 悳俊彦コレクション
- 歌川小芳盛 「高運不運 兎の盛衰」 大判2枚続 明治6年 東京国立博物館所蔵
- 3代歌川広重 「兎ばえ」 竪大判 明治7年 大西庄之助版
- 4代歌川国政 「兎の草履打」 大判 太田記念美術館所蔵
- 無款 「大津ゑ替うた」 大判